# Oligoenoplus heteros
Oligoenoplus heteros là một loài bọ cánh cứng trong họ Cerambycidae.